# Faten Mukarker

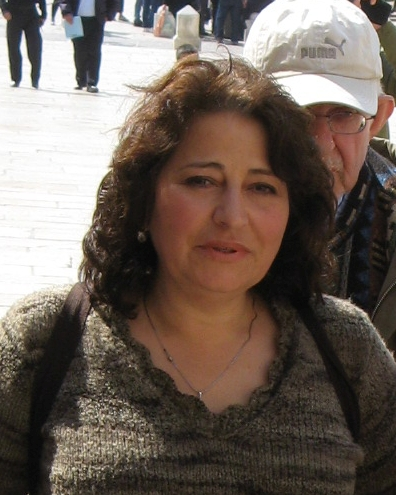
Faten Mukarker

Faten Mukarker (* 1956 in Beit Jala bei Bethlehem) ist eine palästinensische Friedensaktivistin, Reiseleiterin und Buchautorin.
Mukarker ist griechisch-orthodoxe Christin. Sie ist in Bonn aufgewachsen, da ihr Vater in Deutschland eine Anstellung gefunden hatte. Sie kehrte als 20-Jährige nach Palästina zurück, um zu heiraten. Sie lebt jetzt in Beit Jala. 
Sie hat zwei Söhne und zwei Töchter.
Sie ist häufig in Deutschland, wo sie Vorträge hält und über die Situation der Palästinenser im Westjordanland berichtet.

## Werke
- Leben zwischen Grenzen. Hans-Thoma-Verlag Karlsruhe, 1998, ISBN 3-87297-136-0, ISBN 978-3872971364.